# Шок (фільм, 1989)
Шок — радянський художній фільм 1989 року, знятий кіностудією «Узбекфільм».

## Сюжет
Журналіст Мурад Якубов написав фейлетон про хабарника і наклепника Нурієва, скориставшись матеріалами парткомісії. Але пізніше, вивчивши інші матеріали, герой прийшов до висновку, що обмовив людину, яка намагалася викрити мафію на чолі з секретарем обкому Назіровим. Нурієва посадили в тюрму, а журналіст, маючи на руках викривальний матеріал, вступив в сутичку з мафією…

## У ролях
- Рустам Сагдуллаєв — Мурад Юсупов
- Мурад Раджабов — Нурієв
- Ато Мухамеджанов — Мурад Назірович Назіров
- Фаріда Мумінова — Лола
- Ровшан Агзамов — Алім
- Леонард Бабаханов — працівник музею
- Шухрат Іргашев — Бахрамов
- Артик Джаллиєв — епізод
- Тимур Ішмухамедов — син Мурада
- Ельдор Ісхаков — син Нурієва
- Хусан Шаріпов — Парпієв
- Негмат Дустходжаєв — Негмат-Ата, працівник редакції
- Якуб Ахмедов — головний редактор
- Аброр Турсунов — Шер Турсунов, працівник редакції
- Джамшид Закиров — епізод
- Рустам Джумаєв — Рахмат, працівник редакції
- Ахмеджан Касимов — Алік, працівник редакції
- Батур Халіков — Бобур, працівник редакції
- Пілле Піхламягі — перекладачка
- Пулат Саїдкасимов — Болтаєв, капітан міліції
- Рустам Уразаєв — Шахбоз
- Закір Мумінов — наречений
- Рано Закірова — наречена
- Джавлон Хамраєв — Султанов
- Уктам Лукманова — Ханіфа
- Зухрітдін Режаметов — лейтенант
- Хамза Умаров — Умар-ака
- Гульбахор Рахімова — трактористка
- Шухрат Умаров — водій вантажівки
- Марьям Іхтіярова — епізод
- Барно Кадирова — епізод
- Джамал Хашимов — епізод
- Теша Мумінов — епізод
- Фаріда Ходжаєва — Ойніса
- Ірада Алієва — епізод
- Джасур Ісхаков — епізод
- Закір Мухамеджанов — епізод
- Максуд Атабаєв — Санжар Зіяєвич
- Наїма Пулатова — епізод
- Володимир Голованов — епізод
- Володимир Теппер — епізод
- Ріхсі Ібрахімова — епізод
- Джаміля Садикова — епізод
- Джавланбек Гафурбеков — епізод
- Ширін Азізова — колега Ханіфи
- Юрій Мартинов — слідчий
- Володимир Нікітін — слідчий
- Микола Сморчков — слідчий
- Рано Кубаєва — епізод
- Віктор Рождественський — прокурор
- Тахір Нармухамедов — епізод
- Фатіма Реджаметова — епізод
- Бауржан Ібрагімов — епізод
- Машраб Кімсанов — епізод
- Садир Зіямухамедов — епізод
- Лола Бадалова — керівник Лоли
- Мамура Рахімова — епізод
- Анатолій Кабулов — епізод
- Обіджан Юнусов — епізод
- Ульмас Аліходжаєв — прокурор
- Яйра Абдулаєва — судовий засідатель
- Соат Шаріпов — епізод
- Меліс Абзалов — епізод
- Айбарчин Бакірова — епізод
- Ісамат Ергашев — епізод
- Олім Іргашев — епізод
- Ельшевар Ісхакова — епізод
- Ходжиакбар Нурматов — епізод
- Максуд Мансуров — епізод
- Пеетер Урбла — епізод

## Знімальна група
- Режисер - Ельйор Ішмухамедов
- Сценаристи - Одельша Агішев, Джасур Ісхаков, Ельйор Ішмухамедов
- Оператор - Даврон Абдуллаєв
- Композитор - Віктор Бабушкін
- Художник - Ігор Гуленко
- Оператор комбiнованних зйомок - Юнус Файзуллаев